# Aloha, le chant des îles
Pour plus de détails, voir Fiche technique et Distribution.
Aloha, le chant des îles est un film français de Léon Mathot sorti en 1937.

## Synopsis
Durant une course aéronautique Londres-Melbourne, deux aviateurs, Guy et Betty, sont contraints d'atterir sur une île inhabitée en Polynésie. Ils apprennent à survivre dans des conditions extrèmes et tombent finalement amoureux. De retour dans la civilisation, leur union ne s'avère pas évidente. Betty est fiancée à son cousin Edouard, et Pierre est déjà marié à Ginette, actrice de cinéma. De plus, Lord Stanton, le riche père de Betty ne veut pas d'un mariage avec Guy. L'amour finira-t-il par triompher malgré tout ?

## Fiche technique
- Titre : Aloha, le chant des îles
- Réalisateur : Léon Mathot
- Scénariste et dialogues : Charles Spaak, d'après le roman de C.A. Gonnet
- Décors : Lucien Aguettand, Hugues Laurent
- Photographie : René Gaveau, Christian Gaveau et André Thomas
- Son : Robert Ivonnet
- Musique : Jean Lenoir
- Montage : Jacques Desagneaux
- Format : Son mono - 35 mm - Noir et blanc - 1,37:1
- Durée : 111 minutes
- Genre : Aventure
- Date de sortie : 
  - France - 11 décembre 1937
- Affiche : Georges Dastor (France)

## Distribution
- Jean Murat : Le capitaine Guy Rungis, un pilote d'avion français qui, à la suite d'un atterrissage forcé, survit avec une aviatrice dans une île perdue du Pacifique
- Danièle Parola : Betty Stanton, la fille aviatrice d'un richissime lord écossais, elle aussi victime d'un atterrissage forcé, qui tombe amoureuse de lui
- Arletty : Ginette Gina, une vedette de cinéma qu'a épousée Guy
- André Alerme : Lord Stanton, un richissime lord écossais, le père de Betty qui s'oppose à son union avec Guy
- Raymond Aimos : Pantois
- Ketti Gallian : Maoupiti, une indigène polynésienne chassée de sa tribu, la compagne de Manika
- Nilda Duplessy : La religieuse
- Adrien Lamy : Édouard, le cousin et fiancé de Betty
- Charles Moulin : Manika, un indigène polynésien chassé de sa tribu avec sa compagne
- Frédéric Mariotti : Le capitaine
- Ernest Ferny : Le premier officier
- Amy Collin
- Marguerite de Morlaye
- Robert Moor
- Henry Bonvallet
- Jacques Vitry
- Jean Clarens
- Maurice Caslande